# Sarcophaga praerupta
Sarcophaga praerupta är en tvåvingeart som beskrevs av Villeneuve 1930. Sarcophaga praerupta ingår i släktet Sarcophaga och familjen köttflugor. Inga underarter finns listade i Catalogue of Life.